# Пінгвін золотоволосий
Пінгві́н золотоволо́сий (Eudyptes chrysolophus) — вид птахів з роду Чубаті пінгвіни родини Пінгвінові. Інша назва — «макароні» пов'язана з йменуванням англійських франтів XVIII ст.

## Опис
Загальна довжина тулуба сягає 50—70 см, вага 3,7—6,4 кг. Самці трохи більші за самиць, мають довші дзьоби — 6,1 см, у самиць він становить 5,4 см. Спина темного кольору, голова майже чорна, черево — біле. Відрізняється наявністю над очима золотаво-жовтих пучків пір'я, які утворюють «чубчик». Саме ним птах завдячує своєю назвою.
Молоді золотоволосі пінгвіни відрізняються тим, що вони менші за розміром, спина у них майже коричневого кольору. Пір'я на підборідді і горлі темно-сіре. Вони зазвичай мають кілька розрізнених жовтих пір'їн.

## Розповсюдження
Мешкає на півдні Чилі, на Фолклендських островах, на островах Південна Георгія і Південні Сандвічеві острови та Південні Оркнейські острови, Південні Шетландські острови, острови Буве, Прінс-Едуард, Крозе, Кергелен, Херд і Макдональд, Антарктичному півострові. Загалом нараховується 216 колоній з чисельність 18 млн особин.

## Спосіб життя
Гніздяться великими колоніями — до 600 тисяч особин. Специфічною особливістю цих колоній є наявність сильного запаху, що нагадує запах тухлої риби.
Гніздяться на землі, влаштовуючи доволі примітивні гнізда. Самиця відкладає 2 яйця, друге через 4 дні після першого. Обидва яйця запліднені, проте перше завжди менше за друге. Тривалість насиджування 35 днів з характерним для пінгвінів змінами батьків. Дорослі птахи виховують пінгвінів 2—3 тижні. Після цього влаштовуються «дитячі ясла», після чого відбувається линяння та вихід у море наприкінці січня.

## У культурі
Золотоволосий пінгвін зображений на прапорі і гербі британської заморської території Південна Георгія і Південні Сандвічеві острови.